# Homalogrypota coccinea
Homalogrypota coccinea är en insektsart som först beskrevs av Fabricius 1794.  Homalogrypota coccinea ingår i släktet Homalogrypota och familjen spottstritar. Inga underarter finns listade i Catalogue of Life.